# Celebration (programma televisivo)
Celebration è stato un programma televisivo italiano trasmesso da Rai 1 in diretta dall'Auditorium Rai del Foro Italico di Roma per quattro puntate dal 14 ottobre al 4 novembre 2017 con la conduzione di Neri Marcorè e Serena Rossi.
Il programma tratta, nel corso di ogni puntata, un genere musicale particolare, attraverso la presenza di vari artisti italiani che si esibiscono nell'interpretazione di vari brani musicali appartenenti al genere scelto per la singola puntata, tutti eseguiti dall'orchestra diretta da Adriano Pennino. Il programma prende spunto dall'omonimo brano di Madonna del 2009.
Al programma partecipa il giornalista e critico musicale Ernesto Assante.

## Ascolti
| Puntata | Data            | Tema            | Ospiti | Telespettatori | Share |
| ------- | --------------- | --------------- | --- | -------------- | ----- |
| 1       | 14 ottobre 2017 | I Re del Pop    | Francesco Gabbani, Noemi, Raphael Gualazzi, Alex Britti, Michele Bravi, Antonino Spadaccino, Alexia, Fabrizio Moro, Raul Bova, Claudia Gerini, Giampaolo Morelli, Riccardo Rossi, Lillo & Greg | 2 373 000      | 11,7% |
| 2       | 21 ottobre 2017 | Quelli del Rock | Piero Pelù, Paola Turci, Luca Barbarossa, Ermal Meta, Chiara, Enrico Ruggeri, Alex Britti, Fausto Leali, Nancy Brilli, Francesco Pannofino, i Neri per Caso, Arisa, Gaetano Curreri            | 2 400 000      | 11,3% |
| 3       | 28 ottobre 2017 | Le grandi voci  | Arisa, Luca Barbarossa, Alex Britti, Fausto Leali, Simona Molinari, Ron, Michele Zarrillo, Emilio Solfrizzi, Lino Banfi, Alessandro Del Piero                                                  | 2 466 000      | 11,9% |
| 4       | 4 novembre 2017 | Canzoni d'amore | Renzo Arbore, Gino Paoli, Raf, Marco Masini, J-Ax, Lino Guanciale, Francesco Cicchella, Mietta, Max Tortora, Simona Molinari, Noemi, i Neri per Caso                                           | 2 552 000      | 12,7% |
| Media   | Media           | Media           | Media | 2 448 000      | 11,9% |